# Paolo et Francesca (film, 1950)
Pour les articles homonymes, voir Paolo et Francesca (homonymie).
Pour plus de détails, voir Fiche technique et Distribution.
Paolo et Francesca (Paolo e Francesca) est un mélodrame historique italien réalisé par Raffaello Matarazzo et sorti en 1950.
Le film met en scène Paolo et Francesca, deux figures d'amants entrés grâce à Dante Alighieri dans l'imaginaire sentimental populaire comme l'incarnation de la passion amoureuse par excellence. Ces deux amants ont été inspirés par deux personnes ayant réellement existé : Paolo Malatesta (1246-1285) et Francesca da Rimini (1255-1285),.

## Synopsis
Le scénario du film suit essentiellement la tradition ancienne établie par Dante et Boccace, comme en témoigne la fin du film sur trois vers de Dante (Amor ch'al cor gentil ratto s'apprende , Amor ch'a nullo amato amar perdona, et Amor condusse noi ad una morte). Francesca est fiancée à Giangiotto afin qu'il serve de médiateur entre les familles rivales de Rimini et de Ravenne. Paolo est envoyé chercher la mariée et tombe amoureux d'elle. À Rimini, le couple commence à se voir et, un jour, s'embrasse. Un nouveau personnage révèle la liaison secrète. C'est un astrologue au service de Giangiotto. Il devient un Iago qui plante les premières graines de la jalousie chez Giangiotto. Observant le jeune couple dans le jardin, l'astrologue dit à Giangiotto que la jeunesse est attirée par la jeunesse. Il a fait son œuvre. Plus tard, l'astrologue torture le page de Paolo, puis enchaîne et frappe le serviteur de Francesca, dans le but d'obtenir des informations sur les rencontres entre Paolo et Francesca. Il transmet ensuite ces révélations à Giangiotto. Lorsque Francesca vient demander une potion pour induire un sommeil profond, l'astrologue lui donne une potion et révèle ensuite à Giangiotto qu'il s'agit d'une potion destinée à provoquer une passion féroce. Il les tue tous les deux.

## Fiche technique
- Titre français : Paolo et Francesca[3]
- Titre original italien : Paolo e Francesca[4]
- Réalisation : Raffaello Matarazzo
- Scénario : Vittorio Calvino (it), Raffaello Matarazzo, Guglielmo Petroni
- Photographie : Mario Montuori
- Montage : Mario Serandrei
- Musique : Alessandro Cicognini
- Décors : Ottavio Scotti (it)
- Costumes : Veniero Colasanti
- Production : Giuseppe Bordoni
- Société de production : Lux Film
- Pays de production :  Italie
- Langue originale : italien
- Format : Noir et blanc - 1,37:1 - Son mono - 35 mm
- Durée : 89 minutes
- Genre : drame passionnel et historique
- Dates de sortie :
  - Italie : février 1950 (visa délivré le 24 janvier 1950[4])
  - France : années 1950 (région de Nice[3])

## Distribution
- Odile Versois : Francesca
- Armando Francioli : Paolo Malatesta
- Andrea Checchi : Gianciotto Malatesta
- Aldo Silvani : astrologue
- Roberto Murolo : bouffon de la cour
- Sergio Fantoni : serviteur
- Enzo Musumeci Greco : capitaine Manfredo
- Nino Marchesini : Comte Guido
- Angela Lavagna : mère abbesse
- Giulio Tomasini : capitaine Verrucchio
- Dedi Ristori : Ornella
- Guido Morisi : capitaine Usodimare

## Production
Bien que le générique indique que certaines scènes ont été tournées dans le château de Gradara, dans les Marches, elles ont en fait été tournées dans le village médiéval du parc du Valentino, à Turin.